# Люм (притока Пишкеця)
Люм (рос. Люм) — річка в Глазовському районі Удмуртії, Росія, права притока Пишкеця.
Бере початок на Верхньокамській височині. Протікає на південь та південний схід, впадає до річки Пишкець біля села Усть-Пишкець.
На річці стоять села Люм та Печешур. В Люмі збудовано автомобільний міст.